# یان کورکا
یان کورکا (چکی: Jan Kůrka؛ زادهٔ ۲۹ مهٔ ۱۹۴۳) تیرانداز اهل چکسلواکی بود.
وی در مسابقات کشوری و بین‌المللی در مجموع برندهٔ ۱ مدال طلا شده‌است.